# Jessica Sanchez
Jessica Elizabeth Sanchez (Chula Vista, 4 agosto 1995) è una cantante statunitense di origini filippine e messicane.

## Biografia
È nata a Chula Vista, in California; è di origine messicano-statunitense da parte del padre e filippina da parte della madre.
All'età di 10 anni ha cantato un brano di Aretha Franklin nello show televisivo Showtime at the Apollo.
A 11 anni ha partecipato alla prima stagione di America's Got Talent (2006). 
Nel 2009 ha registrato una cover del brano Don't Stop the Music di Rihanna per l'etichetta Spin Move Records. Ha collaborato con Lisa Lavie per il video We Are the World 25 for Haiti (YouTube Edition).
Nel luglio 2011 fa le audizioni a San Diego per l'undicesima stagione di American Idol. Nel corso del programma interpreta brani di Jennifer Hudson, Buddy Holly e altri artisti. Alla fine del programma si classifica al secondo posto dopo Phillip Phillips.
Nel 2012 firma un contratto con Interscope Records. Il suo primo singolo è Change Nothing, a cui fa seguito Tonight (featuring Ne-Yo). 
Partecipa alla quarta stagione della serie TV Glee.
Nel febbraio 2013 tiene il suo primo concerto nelle Filippine. Il 1º aprile 2013 si esibisce alla Casa Bianca davanti al Presidente Barack Obama. Il 30 aprile seguente esce il suo primo album Me, You & the Music.
Nel novembre 2014 fa uscire un nuovo singolo dal titolo This Love. Lavora al secondo album con Mark J. Feist dopo aver lasciato la Interscope Records.

## Discografia

### Album studio
- 2013 - Me, You & the Music

### Raccolte
- 2012 - Jessica Sanchez: Journey to the Finale

### EP
- 2012 - American Idol Season 11 Highlights (Jessica Sanchez EP)

### Singoli
- 2012 - Change Nothing
- 2013 - Tonight (feat. Ne-Yo)
- 2014 - This Love

## Filmografia
- Glee – serie TV, episodi 4x20–4x22 (2013)